# Sredna Gora
Sredna Gora (bulgarisch Средна гора, sinng. mittlerer Wald, oder Mittelgebirge) ist eine Kette von Gebirgen, die sich in Bulgarien südlich des Balkangebirges und parallel zu diesem in ost-westlicher Richtung erstreckt.

## Geographie
Die Sredna Gora gliedert sich von West nach Ost vom Pancherevo-Durchbruch östlich von Sofia in die Teilgebirge Zapadna (auch Ihtimanska Sredna Gora), Sashtinska Sredna Gora und Sarnena Gora bis nach Jambol. Der höchste Gipfel ist der Bogdan mit 1604 m. Zwischen der Sredna Gora im Süden und dem Balkangebirge im Norden befindet sich nahe der Stadt Kasanlak das Rosental (Розова долина). Südlich der Gebirgskette breitet sich die Oberthrakische Tiefebene aus.

## Geschichte
Mehrere Höhlen und heiße Quellen veranlassten Menschen, in den mit Eichen und Buchen bestandenen Wäldern seit alter Zeit zu siedeln. Auf dem Gebiet der Stadt Stara Sagora wurden zwei jungsteinzeitliche Wohngebäude aus dem 6. Jahrtausend v. Chr. freigelegt, die zu den besterhaltenen Fundstätten jener Zeit in Europa gehören. Im Gebiet Mechi Kladenets, acht Kilometer östlich von Stara Sagora befinden sich die Reste einer der ältesten europäischen Kupfer- und Goldminen aus dem 5. Jahrtausend v. Chr. In der Sredna Gora wurden zahlreiche weitere Spuren von Minen und Stätten zur Metallverarbeitung aus prähistorischer und antiker Zeit gefunden.

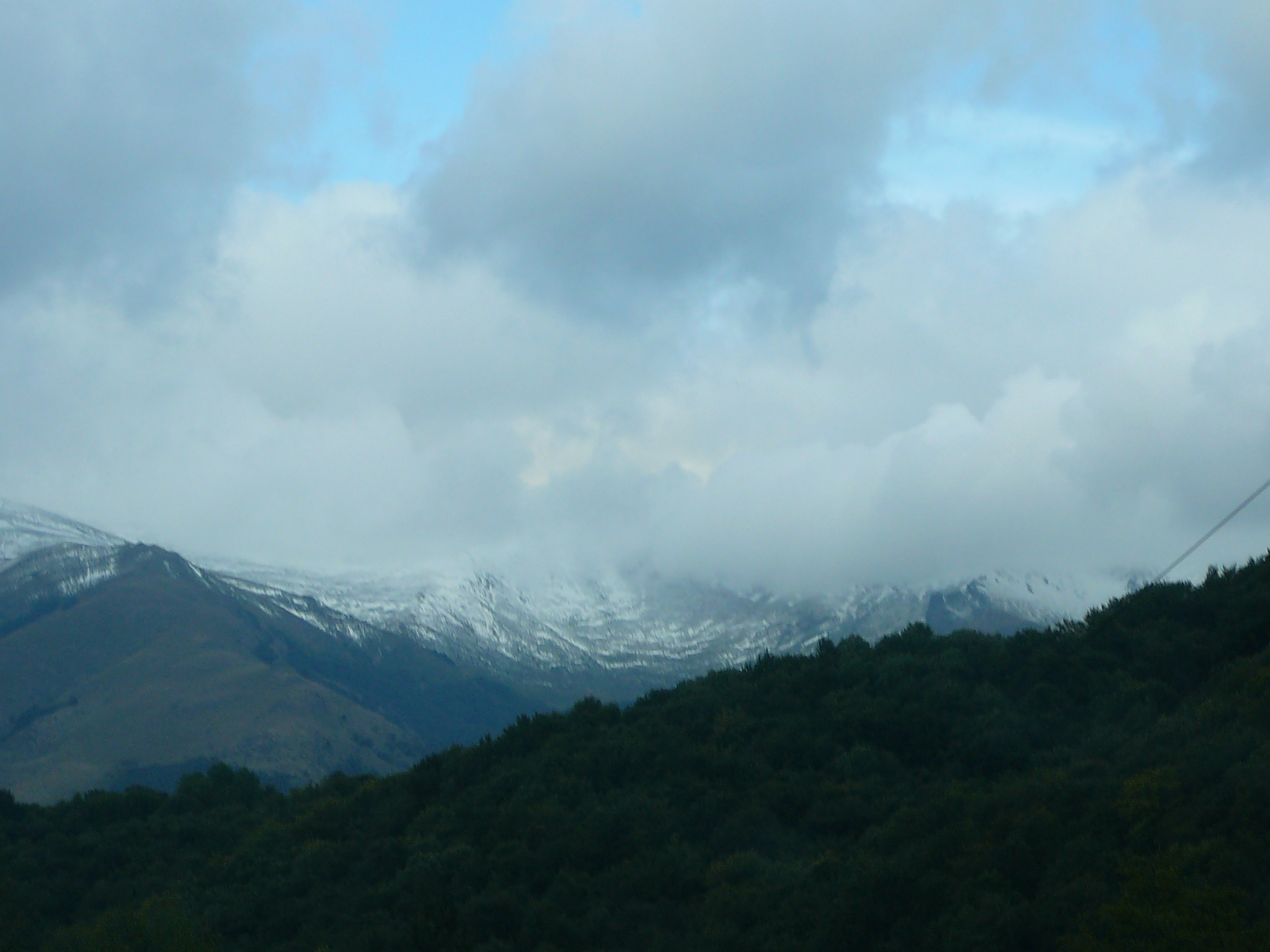
Sredna Gora

Bei Panagjurischte wurde ein Gold- und Silberschatz der Thraker entdeckt. Römische Ruinen finden sich in Hisar.
Der für die Geschichte Bulgariens bedeutende Aprilaufstand begann im Ort Kopriwschtiza in der Sredna Gora.
Das Gebirge ist seit 2010 Namensgeber für die Srednogorie Heights, ein Gebirge im Grahamland auf der Antarktischen Halbinsel.